# Avicena
Abu Ali Huceine ibne Abedalá ibne Sina(em persa: ابو علی الحسین ابن عبدالله ابن سیناابو علی الحسین ابن عبدالله ابن سینا; em árabe: أبو علي الحسین بن عبدالله بن سینا; romaniz.: Abū ‘Alī al-Husayn ibn ‘Abd Allāh ibn Sĩnã; nascido em Laq-Laqa ou Khomeitan (atualmente, em Afexana, Coração, no Uzbequistão) em c. 980 – falecido em Hamadã, (atualmente, no Irã), em 1037), conhecido como Ibn Sīnā (em persa: ابن سینا; romaniz.: Ibn Sina; lit. "Filho de Sina"; latinizado como Avicena; AFI: [ævɪˈsɛnə, ˌɑːvɪ]), foi um polímata persa que escreveu tratados sobre vários assuntos, dos quais aproximadamente 240 chegaram aos nossos dias. Em particular, 150 destes tratados se concentram em filosofia e 40 em medicina.
As suas obras mais famosas são o “O Livro da Cura”, uma vasta enciclopédia filosófica e científica, e o “O Cânone da Medicina”, que era o texto padrão em muitas universidades medievais, entre elas a Universidade de Montpellier e a Universidade Católica de Lovaina, ainda em 1650. Ela apresenta um sistema completo de medicina em acordo com os princípios de Galeno e Hipócrates.
Suas demais obras incluem ainda escritos sobre filosofia, astronomia, alquimia, geografia, psicologia, teologia islâmica, lógica, matemática, física, além de poesia. Ele é considerado o mais famoso e influente polímata da Era de Ouro Islâmica.

## Contexto
Avicena criou um extenso corpus literário durante a época geralmente conhecida como "Era de Ouro do Islão", na qual traduções de textos greco-romanos, persas e indianos foram extensivamente estudados. Textos greco-romanos (médio,  neoplatônicos e aristotélicos da escola de Alquindi foram comentados, foram novamente editados e foram substancialmente desenvolvidos pelos intelectuais islâmicos, que também evoluíram a partir de sistemas matemáticos, astronômicos, de álgebra, trigonometria e medicina hindus e persas. A dinastia Samânida, na parte oriental da Pérsia, chamada de Coração e na Ásia Central e também a dinastia buída na parte ocidental da Pérsia e do Iraque estimularam uma atmosfera propícia para o desenvolvimento cultural e acadêmico. Sob os samânidas, Bucara rivalizava com Bagdá como a capital cultural do mundo islâmico.
O estudo do Alcorão e do hádice floresceu neste ambiente. A filosofia (fiqh) e a teologia (calâm) também se desenvolveram, principalmente pelas mãos de Avicena e seus adversários. Arrazi e Alfarábi providenciaram a metodologia e o conhecimento necessário sobre medicina e filosofia. Avicena teve acesso às grandes bibliotecas de Bactro, Corásmia, Gurgã, Rei, Ispaã e Hamadã. Vários textos (como o 'Ahd with Bahmanyar) mostram que ele debateu pontos filosóficos com os grandes acadêmicos de seu tempo. Arruzi Samarcandi descreve como Avicena, antes de deixar Corásmia, conhecera Albiruni (um famoso cientista e astrônomo), Abu Nácer Iraqui (um renomado matemático), Abu Sal Macii (um respeitado filósofo) e Abu Alcair Camar (um importante médico).

## Biografia
A única fonte de informações para a primeira parte da vida de Avicena é a sua biografia, escrita por seu discípulo, Jūzjānī. Na falta de outras, é impossível ter certeza do quanto dela é verdadeiro. Já foi notado que ele usa sua autobiografia para avançar a sua teoria do conhecimento (de que é impossível para um indivíduo adquirir informações e compreender a ciência filosófica aristotélica sem ser um mestre) e já se questionou se a cronologia dos eventos descrita não está ajustada para se conformar de forma mais perfeita ao modelo aristotélico. Em outras palavras, se Avicena descreveu a si estudando na "ordem correta". Porém, dada a ausência de quaisquer outras evidências, o relato deve ser tomado pelo literalmente.
Avicena teria nascido por volta de 980 na aldeia de Afshana da Transoxiana, perto de Bucara (atualmente no Uzbequistão), a capital dos Samânidas, uma dinastia persa da Ásia Central e do Grande Coração). Sua mãe, chamada Setaré, era também de Bucara, enquanto que seu pai, Abedalá, seria um respeitado acadêmico ismailita de Balque, uma importante cidade do Império Samânida, no que é hoje a província de Balque, no Afeganistão. Seu pai foi, na época do nascimento de seu filho, o zelador das propriedades do samânida Nuh ibn Mansur. Ele educou seu filho cuidadosamente em Bucara e diz-se que não havia mais nada que ele não tivesse aprendido já aos dezoito anos.
De acordo com a sua autobiografia, Avicena já tinha memorizado todo o Corão aos dez anos. Ele aprendeu aritmética indiana de um verdureiro indiano e começou a aprender mais de um sábio errante que ganhava a vida curando os doentes e ensinando os jovens. Ele também estudou a fiqh sob o acadêmico hanafista Ismail al-Zahid.

## Filosofia de Avicena
Ibn Sīnā escreveu extensivamente sobre filosofia islâmica primitiva, especialmente nos temas de lógica, ética e metafísica. A maior parte de suas obras foram escritos em árabe, que era a linguagem científica de facto na época no Oriente Médio e algumas em persa.
Na Idade de ouro islâmica, por causa do sucesso de Avicena em reconciliar o neoplatonismo e o aristotelianismo juntamente com o calam, o “avicenismo” se tornou a principal escola de filosofia islâmica já no século XII, com Avicena assumindo um papel de autoridade maior no assunto.
O “avicenismo” também teve influência na Europa medieval, particularmente as suas doutrinas sobre a alma e a distinção entre existência-essência, principalmente por causa dos debates e tentativas de censura que elas provocaram na Europa escolástica. Essa situação foi particularmente visível em Paris, onde o “avicenismo” foi proscrito em 1210. Mesmo assim, a sua psicologia e a sua teoria do conhecimento influenciaram Guilherme de Auvérnia e Alberto Magno, enquanto que a sua metafísica teve impacto no pensamento de Tomás de Aquino.

## Obras
- Al-Qanun — O Cânone da Medicina
- Kitab al-Shifa — O Livro da cura
- Al-Najat
- Al-Hidaya

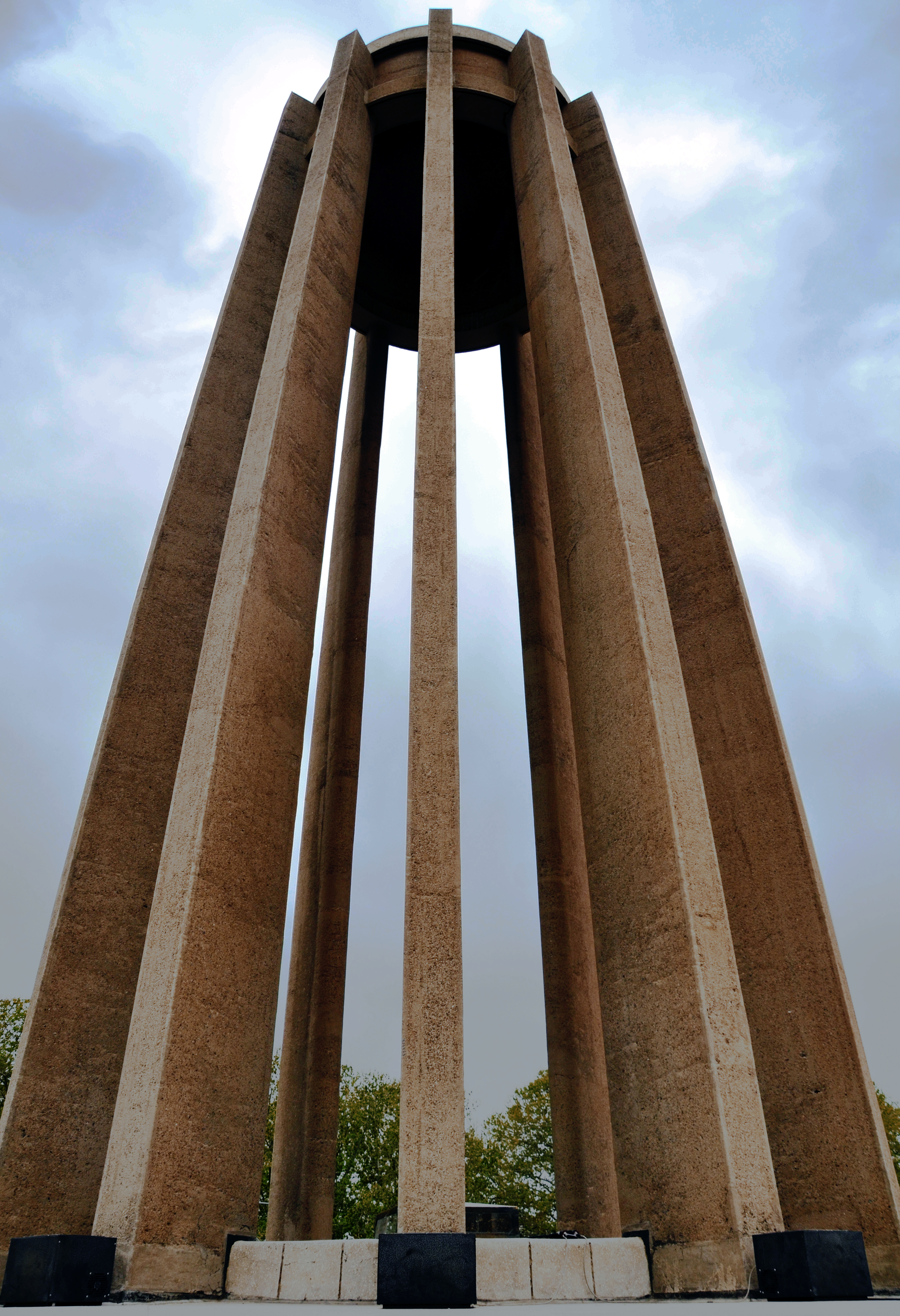
Mausoléu de Avicena em Hamadã, Irã

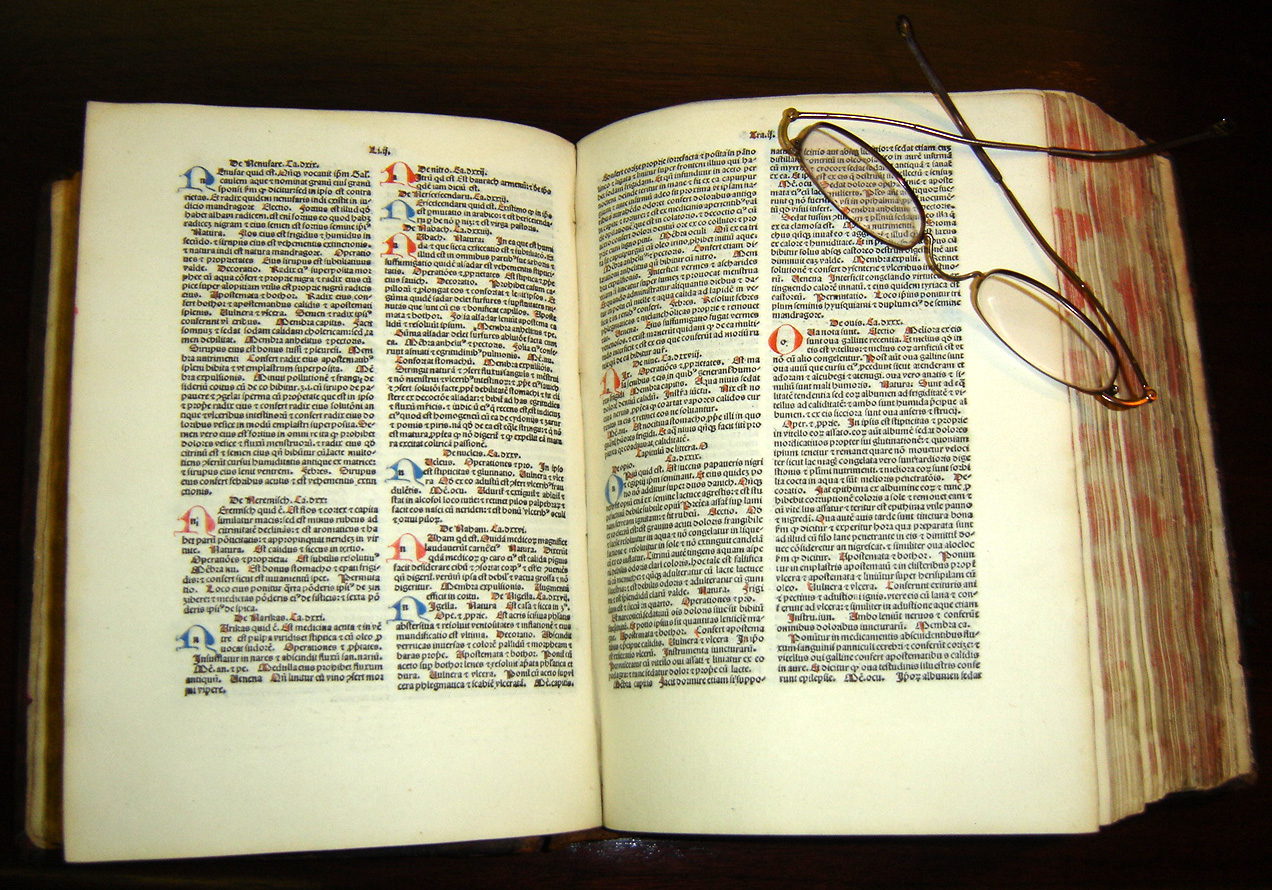
Cópia latina de "O Cânone da Medicina", de 1484, atualmente preservada no P.I. Nixon Medical Historical Library da The University of Texas Health Science Center em San Antonio, EUA.

- Al-Isharat wa'l-tanbihat — ‎O Livro de Diretrizes e Observações‎

### O Cânone da Medicina
A sua principal obra médica é o enciclopédico al-Qanun (ou "O Cânone da Medicina"), mais importante no seu tempo que a obra de Rasis ou de Galeno.
O Cânone foi iniciado em Gurgã, depois em Ray e completado em Hamadã e é o maior trabalho desenvolvido por Avicena, com cerca de um milhão de palavras. Essa obra foi muito bem recebida pela comunidade científica e compreendia 5 livros (I- Generalidades, II- Matéria médica, III- Doenças da cabeça aos pés, IV- Doenças não específicas de órgãos, V- Drogas compostas)
A parte farmacêutica encontra-se nos livros II e V, que invocam, respectivamente, medicamentos simples e medicamentos compostos. O livro II divide-se em duas partes, a primeira acerca das propriedades das drogas (qualidades, virtudes e modos de conservação) e a  segunda consiste numa lista de fármacos e as suas virtudes terapêuticas, ordenados alfabeticamente. Ambos os livros contêm uma lista extensa de medicamentos simples, tratados sobre venenos, uma seção acerca da  preparação e manipulação de medicamentos e ainda uma longa lista de receitas e fórmulas medicinais. Muito dessa informação é proveniente em Dioscórides e Galeno, mas Avicena introduziu e argumentou grandes novidades, com drogas utilizadas por árabes, persas, indianos  e gregos.
O Cânone foi traduzido posteriormente, no século XIII, para o latim por Gerardo de Cremona e posteriormente impresso e reimpresso por toda a Europa. Depois de Avicena e até o século XVIII, todo o trabalho farmacêutico na matéria médica foi influenciado pelo seu trabalho. Foi o livro de estudo adotado nas universidades de Montpellier e Louvain até 1650. Ficou conhecido como o príncipe dos médicos, por seu Cânone.
A vasta informação fornecida pelo al-Qanun, apelou a numerosos comentários e notas (até o século XIX). Além do Al-Qanun, Avicena escreveu cerca de 40 trabalhos médicos, a maioria preservados na forma de manuscritos.

### ‎O Livro de Diretrizes e Observações‎
I‎sharat descrito como um livro abrangente e maduro por ‎‎Avicena‎‎. Este livro totalmente dividido em duas partes. A primeira parte é sobre a lógica que, por sua vez, dividida em dez subpartes. A segunda parte é sobre a filosofia, que por sua vez é separada em dez subpartas. O próprio ‎‎Avicena‎‎ chama as subpartas da lógica como Nahj ou parte de estilo e filosofia como Namat. Inanti dividiu-o em quatro partes, ou seja, lógica, física, metafísica e sufismo. os títulos de Al Isharat são extraídos dos títulos da maioria dos capítulos de toda a obra. ‎